# Euphoria (альбом)
| Оценки критиков         | Оценки критиков |
| Источник                | Оценка          |
| ----------------------- | --------------- |
| Allmusic                | [ 1 ]           |
| Digital Spy             | [ 2 ]           |
| Entertainment Weekly    | (B)             |
| Sputnikmusic            | [ 4 ]           |
| Laboratório Pop         | (unfavorable)   |
| The Washington Post     | (unfavorable)   |
| About.com (Latin Music) | [ 7 ]           |
| Billboard               | (favorable)     |

«Euphoria» (рус. Блаженство) — первый двуязычный и девятый студийный альбом испанского певца Энрике Иглесиаса, выпущенный 5 июля 2010 года на лейбле «Interscope Records». В альбом вошли дуэты с Эйконом, Ашером, Хуаном Луисом Геррой, Питбулем, Николь Шерзингер и пуэрто-риканским реггетон-дуэтом «Wisin y Yandel», песни на английском и испанском языках .
Первый сингл с альбома «Cuando Me Enamoro» дебютировал на 8-м и 25-м местах в хит-парадах «Latin Pop Songs» и «Hot Latin Songs» соответственно. Эта песня стала 25-й песней Иглесиаса, которая вошла в «десятку» хит-парада «Hot Latin Songs». Второй сингл «I Like It» дебютировал на 50-м месте по количеству скачиваний с «ITunes».

## Об альбоме
«Euphoria» стал первым альбомом Иглесиаса, записанным на половину на английском и на половину на испанском языках. Иглесиас описал альбом, как «то, что он никогда не делал раньше». Об альбоме Энрике сказал: 

Это будет мой первый альбом, записанный 50/50 на английском и испанском языках, он самый эклектичный, самый интересный, самый удивительный. Иногда чувство комфорта в студии нарушается, и ты застопориваешься на одной песне, и если я хотел изменить что-то в записи без этого чувства, я возвращался к прошлому.

 Энрике добавил — 

Сотрудничество многому учит. Один артист вдохновляет другого. Хорошо, что альбом ограничен. Я сотрудничал не только как исполнитель, но и как человек, и это хорошо. В альбоме собраны песни разных жанров, это был интересный для меня опыт, мне нравится открывать что-то новое.

## Выпуск
| Страна         | Дата         | Формат                                                    | Лейбл               |
| -------------- | ------------ | --------------------------------------------------------- | ------------------- |
| Мировой выпуск | 5 июля 2010  | Стардантное издание (CD, скачивание)                      | «Universal Records» |
| США            | July 6, 2010 | Стандартное издание, специальное издание (CD, скачивание) | «Republic Records»  |

## Список композиций
| №                   | Название                                          | Автор(ы)                                    | Длительность |
| ------------------- | ------------------------------------------------- | ------------------------------------------- | ------------ |
| 1.                  | «I Like It» (при участии Питбуля)                 | Энрике Иглесиас/RedOne/Лайонел Ричи/Питбуль | 3:52         |
| 2.                  | «One Day at a Time» (при участии Эйкона)          | Иглесиас/RedOne/Френки Шторм/Эйкон          | 4:01         |
| 3.                  | «Heartbeat» (дуэт с Николь Шерзингер)             | Иглесиас/Марк Тейлор/Джимми Скот            | 4:17         |
| 4.                  | «Dirty Dancer» (при участии Ашера)                | Иглесиас/RedOne                             | 3:39         |
| 5.                  | «Why Not Me?»                                     | Иглесиас/RedOne                             | 3:36         |
| 6.                  | «No Me Digas Que No» (при участии Wisin & Yandel) | Иглесиас/Буэно/Wisin & Yandel               | 4:28         |
| 7.                  | «Ayer»                                            | Иглесиас/Буэно                              | 3:33         |
| 8.                  | «Cuando Me Enamoro» (дуэт с Хуаном Луисом Геррой) | Иглесиас/Буэно                              | 3:21         |
| 9.                  | «Dile Que»                                        | Иглесиас/Коти                               | 3:42         |
| 10.                 | «Tú y Yo»                                         | Иглесиас/Алекс Сынтек                       | 4:01         |
| 11.                 | «Heartbreaker»                                    |                                             | 4:05         |
| 12.                 | «Coming Home»                                     |                                             | 4:00         |
| 13.                 | «Everything's Gonna Be Alright»                   | Ленни Лав/Иглесиас/Вейн Гектор              | 3:48         |
| 14.                 | «No Me Digas Que No»                              | Иглесиас/Буэно                              | 4:07         |
| Общая длительность: | Общая длительность:                               | Общая длительность:                         | 54:20        |

| №   | Название                                            | Автор(ы)                              | Длительность |
| --- | --------------------------------------------------- | ------------------------------------- | ------------ |
| 1.  | «Cuando Me Enamoro» (дуэт с Хуан Луис Герра)        | Энрике Иглесиас/Десембер Буэно        | 3:21         |
| 2.  | «No Me Digas Que No» (при участии «Wisin & Yandel») | Иглесиас/Буэно/Wisin & Yandel         |              |
| 3.  | «Ayer»                                              | Иглесиас/Буэно                        |              |
| 4.  | «Dile Que»                                          | Иглесиас/Коти                         |              |
| 5.  | «I Like It» (при участии Питбуля)                   | Иглесиасs/RedOne/Лайонел Ричи/Питбуль | 3:51         |
| 6.  | «One Day At A Time» (дуэт с Эйконом)                | Иглесиас/RedOne/Френки Шторм/Эйкон    |              |
| 7.  | «Heartbeat» (дуэт с Николь Шерзингер)               |                                       |              |
| 8.  | «Dirty Dancer» (дуэт с Ашером)                      |                                       |              |
| 9.  | «Tú y Yo»                                           | Иглесиас/Алекс Сынтек                 |              |
| 10. | «No Me Digas Que No»                                | Иглесиас/Буэно                        |              |

| №                   | Название                                          | Автор(ы)                                    | Длительность |
| ------------------- | ------------------------------------------------- | ------------------------------------------- | ------------ |
| 1.                  | «I Like It» (при участии Питбуля & Лайонеля Ричи) | Энрике Иглесиас/RedOne/Лайонел Ричи/Питбуль | 3:52         |
| 2.                  | «One Day at a Time» (при участии Эйкона)          | Иглесиас/RedOne/Френки Шторм/Эйкон          | 4:01         |
| 3.                  | «Heartbeat» (дуэт с Николь Шерзингер)             | Иглесиас/Марк Тейлор/Джимми Скот            | 4:17         |
| 4.                  | «Dirty Dancer» (при участии Ашера)                | Иглесиас/RedOne                             | 3:39         |
| 5.                  | «Why Not Me?»                                     | Иглесиас/RedOne                             | 3:36         |
| 6.                  | «No Me Digas Que No» (при участии Wisin & Yandel) | Иглесиас/Буэно/Wisin & Yandel               | 4:28         |
| 7.                  | «Ayer»                                            | Иглесиас/Буэно                              | 3:33         |
| 8.                  | «Cuando Me Enamoro» (дуэт с Хуаном Луисом Геррой) | Иглесиас/Буэно                              | 3:21         |
| 9.                  | «Dile Que»                                        | Иглесиас/Коти                               | 3:42         |
| 10.                 | «Tú y Yo»                                         | Иглесиас/Алекс Сынтек                       | 4:01         |
| 11.                 | «Heartbreaker»                                    |                                             | 4:05         |
| 12.                 | «Coming Home»                                     |                                             | 4:00         |
| 13.                 | «No Me Digas Que No»                              | Иглесиас/Буэно                              | 4:07         |
| Общая длительность: | Общая длительность:                               | Общая длительность:                         | 50:32        |

## Хит-парады
| Хит-парады (2010)        | Лучший результат |
| ------------------------ | ---------------- |
| Австралия                | 6                |
| Бельгия                  | 7                |
| Канада                   | 12               |
| Дания                    | 16               |
| Нидерланды               | 5                |
| Европа                   | 5                |
| Финляндия                | 11               |
| Франция                  | 10               |
| Греция                   | 3                |
| Ирландия                 | 10               |
| Мексика                  | 1                |
| Польша                   | 25               |
| Россия                   | 6                |
| Испания                  | 1                |
| Швеция                   | 52               |
| Швейцария                | 4                |
| Шотландия                | 6                |
| Великобритания           | 6                |
| США («Top Latin Albums») | 1                |
| США («Latin Pop Albums») | 1                |
| США («Billboard 200»)    | 10               |